# Business as Usual (álbum)
Business as Usual (español: «Negocios como de costumbre»)  es el nombre del álbum debut de estudio grabado por la banda australiana de Pop rock Men at Work. El álbum ganó un Juno Award por el Álbum internacional del año en 1983.
Fue número 1 en el Kent Music Report de Australia y permaneció ahí por 9 semanas consecutivas, fue número 1 en el UK Albums Chart del Reino Unido por 5 semanas seguidas, también fue número 1 en el Billboard 200 de Estados Unidos permaneciendo 15 semanas consecutivas,; el sucesor fue Thriller de Michael Jackson.
El álbum contiene "Who Can It Be Now?", la cual fue número 1 en el Billboard Hot 100 de Estados Unidos y número 2 en la lista ARIA de Australia, y "Down Under" que fue número 1 en el UK Singles Chart del Reino Unido, ARIA de Australia y también en el Billboard Hot 100 de los Estados Unidos. 
Fue certificado con seis discos de platino por RIAA de Estados Unidos, cinco discos de platino por Music Canada, tres discos de platino por ARIA de Australia, un disco de platino por BPI de Reino Unido y un disco de oro por el IFPI de Hong Kong.
En octubre de 2010, el álbum fue agregado a los 100 Best Australian Albums. Forma parte de la lista de  los 100 discos que debes tener antes del fin del mundo, publicada en 2012 por Sony Music.

## Lista de canciones
| Business as Usual |                                       |                                   |          |  |
| N.º               | Título                                | Escritor(es)                      | Duración |  |
| 1.                | «Who Can It Be Now?»                  | Colin Hay                         | 3:25     |  |
| 2.                | «I Can See It in Your Eyes»           | Hay                               | 3:32     |  |
| 3.                | «Down Under»                          | Hay, Ron Strykert                 | 3:45     |  |
| 4.                | «Underground»                         | Hay                               | 3:07     |  |
| 5.                | «Helpless Automaton»                  | Greg Ham                          | 3:23     |  |
| 6.                | «People Just Love to Play With Words» | Strykert                          | 3:33     |  |
| 7.                | «Be Good Johnny»                      | Hay, Ham                          | 3:39     |  |
| 8.                | «Touching the Untouchables»           | Hay, Strykert                     | 3:41     |  |
| 9.                | «Catch a Star»                        | Hay                               | 3:31     |  |
| 10.               | «Down by the Sea»                     | Hay, Ham, Jerry Speiser, Strykert | 6:53     |  |
| 38:37             |                                       |                                   |          |  |

## Posicionamiento en listas

### Álbum

#### Posición más alta
| Alemania       | Media Control Charts                          | 15 |
| Australia      | Kent Music Report                             | 1  |
| Canadá         | RPM                                           | 1  |
| Estados Unidos | Billboard 200                                 | 1  |
| Francia        | Syndicat National de l'Édition Phonographique | 16 |
| Italia         | Federazione Industria Musicale Italiana       | 5  |
| Japón          | Oricon                                        | 3  |
| Noruega        | VG-lista                                      | 1  |
| Nueva Zelanda  | Recording Industry Association of New Zealand | 1  |
| Países Bajos   | MegaCharts                                    | 2  |
| Reino Unido    | The Official UK Charts Company                | 1  |
| Suecia         | Sverigetopplistan                             | 15 |

#### Fin de año
| País           | Lista                                         | Posición |      |      |      |      |      |
| 1981           | 1981                                          | 1981     | 1981 | 1981 | 1981 | 1981 | 1981 |
| -------------- | --------------------------------------------- | -------- | ---- | ---- | ---- | ---- | ---- |
| Australia      | Kent Music Report                             | 1        |      |      |      |      |      |
| 1982           |                                               |          |      |      |      |      |      |
| Australia      | Kent Music Report                             | 1        |      |      |      |      |      |
| Canadá         | RPM                                           | 1        |      |      |      |      |      |
| 1983           |                                               |          |      |      |      |      |      |
| Australia      | Kent Music Report                             | 12       |      |      |      |      |      |
| Canadá         | RPM                                           | 8        |      |      |      |      |      |
| Estados Unidos | Billboard 200                                 | 2        |      |      |      |      |      |
| Francia        | Syndicat National de l'Édition Phonographique | 75       |      |      |      |      |      |
| Italia         | Federazione Industria Musicale Italiana       | 36       |      |      |      |      |      |
| Japón          | Oricon                                        | 26       |      |      |      |      |      |
| Reino Unido    | The Official UK Charts Company                | 13       |      |      |      |      |      |

#### Fin de década
| Australia | Kent Music Report | 9 |

### Sencillos
| Año  | Título               | Lista | Lista | Lista | Lista | Lista | Lista | Lista | Lista | Lista | Lista | Lista | Lista      | Lista | Lista   | Lista |
| Año  | Título               | AUS   | CAN   | ALE   | DIN   | FIN   | IRL   | PAI   | NOR   | SUI   | NZ    | UK    | US Hot 100 | US AC | US Rock | SUE   |
| ---- | -------------------- | ----- | ----- | ----- | ----- | ----- | ----- | ----- | ----- | ----- | ----- | ----- | ---------- | ----- | ------- | ----- |
| 1981 | "Who Can It Be Now?" | 2     | —     | 71    | —     | —     | 18    | 49    | —     | —     | 45    | 45    | 1          | —     | 46      | —     |
| 1981 | "Down Under"         | 1     | 1     | 9     | 1     | 4     | 1     | 2     | 2     | 1     | 1     | 1     | 1          | 13    | 1       | 6     |
| 1982 | "Be Good Johnny"     | 8     | —     | —     | —     | —     | —     | —     | —     | —     | 3     | 78    | —          | —     | 3       | —     |
| 1982 | "Underground"        | —     | —     | —     | —     | —     | —     | —     | —     | —     | —     | —     | —          | —     | 20      | —     |

## Créditos y personal

#### Músicos
- Colin Hay - voz principal (pistas 1-4, 6-13) y guitarra (todas las pistas),
- Greg Ham - flauta, teclados, saxofón, coros (pistas 1-4, 6-10, 12-13), voz principal (pistas 5, 11)
- Johnathan Rees - bajo y coros.
- Jerry Speiser - batería y coros
- Ron Strykert - guitarra, coros (todas las canciones)

#### Producción
- Peter McIan - producción, ingeniería
- Jim Barbour - ingeniería
- Paul Ray - ingeniería adicional
- Jon "JD" Dickson - ilustración de portada

| Predecesor: Ghost in the Machine por The Police                      | Australian Kent Music Report number-one album 21 de diciembre de 1981 - 24 de enero de 1982 (9 semanas)                | Sucesor: The Best of Blondie por Blondie                                                  |
| Predecesor: Signals por Rush ...Famous Last Words... por Supertramp' | Canadian RPM number-one album 13 de noviembre de 1982 (1 semana) 15 de enero de 1983 - 22 de enero de 1983 (2 semanas) | Sucesor: ...Famous Last Words... por Supertramp Hello, I Must Be Going! por Phil Collins' |
| Predecesor: American Fool por John Mellencamp                        | Billboard 200 number-one album 13 de noviembre de 1982 - 19 de febrero de 1983 (15 semanas)                            | Sucesor: Thriller por Michael Jackson                                                     |
| Predecesor: Raiders of the Pop Charts por Various Artists            | UK Albums Chart number-one album 29 de enero de 1982 - 26 de febrero de 1982 (5 semanas)                               | Sucesor: Thriller por Michael Jackson                                                     |
| Predecesor: The Best of Blondie por Blondie                          | New Zealand Chart number-one album 7 de febrero de 1982 - 21 de marzo de 1982 (7 semanas)                              | Sucesor: Jump Up! por Elton John                                                          |